# Бронте
Бро̀нте (на италиански: Bronte, на сицилиански Bronti, Бронти) е град и община в Южна Италия, провинция Катания, автономен регион и остров Сицилия. Разположен е на 891 m надморска височина. Населението на общината е 19 437 души (към 2010 г.).
В общинската територия се намира част от вулкана Етна. Главният център на общината се намира в подножието на планината.